# Euphorbia pachypodioides
Euphorbia pachypodioides es una especie fanerógama perteneciente a la familia de las euforbiáceas. Es endémica de Madagascar donde se encuentra en la Provincia de Antsiranana.

## Descripción
Es un arbusto con los tallos suculentos que se encuentra en las secas laderas rocosas de los inselbergs; a una altitud de 0-499 metros.

## Hábitat
Su hábitat natural son las áreas rocosas. Está amanazada por la pérdida de hábitat.

## Descripción
Es una planta suculenta ramificada con las inflorescencias en ciatios.

## Taxonomía
Euphorbia pachypodioides fue descrita por Pierre Boiteau y publicado en Bulletin Trimestriel de l'Académie Malgache, n.s., 24: 87. 1941.
Etimología
Euphorbia: nombre genérico que deriva del médico griego del rey Juba II de Mauritania (52 a 50 a. C. - 23), Euphorbus, en su honor – o en alusión a su gran vientre –  ya que usaba médicamente Euphorbia resinifera. En 1753 Carlos Linneo asignó el nombre a todo el género.
pachypodioides: epíteto que significa "como el género Pachypodium.
Sinonimia
- Euphorbia antankara Leandri (1946).[5][6]